# Nivoi zdravstvene zaštite u Srbiji
 Nivoi zdravstvene zaštite u Srbiji najčešće se definišu kao skup mera prevencije, lečenja i vođenja bolesti i povreda, koju sprovode lekarski, sestrinski i drugi profesionalci ali i laici, kombinujući ličnu i kolektivnu odgovornosti za zdravlje, kroz pet nivoa mera i aktivnosti usmerenih na — unapređenje i očuvanje zdravlja, mera sprečavanje i suzbijanje oboljenja, rano otkrivanje bolesti, blagovremeno lečenjem i rehabilitaciju.

## Podela na nivoe
Podela na nivoe zaštite sačinjena je na osnovu: 
- veličine populacije koju pojedini nivo obezbeđuje,
- karakteristike oboljenja i stanja kojima se pojedini nivoi bave,
- nekih organizacionih karakteristika.

U sklopu navedenih faktora najčešće se govori o četiri nivoa zaštite: samozaštita, primarna zaštita, sekundarna zaštita i tercijerna zaštita; od kojih je prvi neprofesionalni, ili nivo laičke zaštite, a ostali predstavljaju nivoe profesionalne zaštite.

### Samozaštita
Samozaštita je neprofesionalni, laički nivo zaštite i ostvaruje se u porodici. Populaciona grupa obuhvaćena tim oblikom zaštite najčešće iznosi od 1 do 2, a maksimalno 10 osoba.
Na ovom nivou obezbeđuju se mere za očuvanje i unapređenje zdravlja, prevenciju oboljenja, samodijagnozu, samolečenje i samomedikaciju, kao i socijalna podrška i nega obolelim i slabim članovima ili članovima sa posebnim potrebama porodice.

### Primarna zaštita (PZZ)
Ovaj vid zaštite je prvi profesionalni nivo zaštite, koji je prvobitno shvaćen kao medicina prvog kontakta ili primarna medicinska zaštita, odnosno zaštita koja se pruža pacijentu od strane kvalifikovanog zdravstvenog radnika (lekara ili sestre) kada se pacijent prvi put javi sa simptomima ili znacima oboljenja.
Međutim koncept je kasnije evoluirao u pravcu primarnog, profesionalnog nivoa zaštite koji uključuje lekara i članove njegovog tima (koji je različit, u različitim sredinama i obuhvata pored lekara, medicinsku sestru, babicu, patronažnu sestru, socijalnog radnika, negde čak i fizioterapeuta).
Organizacioni oblici institucija PZZ podrazumevaju bilo grupnu (zdravstveni centri, domovi zdravlja, grupna praksa) bilo individualnu praksu. Mesto pružanja zdravstvene zaštite tog tipa je ordinacija, kuća obolelog, škola, radno mesto.
Glavnu kadrovsku komponentu ovog nivoa zaštite čini lekar opšte medicine, koji bi trebalo da bude porodični lekar.

### Sekundarna zaštita
To je nivo stručne zaštite koja se obezbeđuje kroz specijalističku službu, ili nivo zaštite gde je potrebna specijalizovana pažnja za kompleksnija stanja od onih koje može rešiti lekar opšte prakse na primarnom nivou. Specijalisti koji rade na ovom nivou su takozvani „opšti specijalisti” i to su opšti hirurzi, internisti, ginekolozi, psihijatri, koji pružaju zaštitu u tzv. opštim bolnicama.

### Tercijerna zaštita
Na ovom nivou zaštite ukazuje se visokospecijalizovan ili subspecijalistički nivo i uključuje visokospecijalizovane usluge koje se ili mogu pružati samo u specijalizovanim i za posebne svrhe osnivanim institucijama ili zahtevaju subspecijalističke kadrove kao što su plastični hirurzi, neurohirurzi, kardiohirurzi i drugi.
Specijalizovane institucije koje pružaju ovu zaštitu su istovremeno i škole za zdravstvene kadrove (kao što su univerzitetske bolnice, klinike i slično).
Administrativna jedinica za pružanje ove zaštite je region Srbije veličina populacije je od 500.000 pa naviše.

## Napomene
1. ↑  Aktivnosti koje slede nakon konferencije u Alma Ati, predstavljaju ozbiljne i sistematske pokušaje da lekar opšte medicine pruža zdravstvenu zaštitu stanovništvu, bez obzira na godine starosti, dijagnostičke entitete, sisteme organa, bez obzira na kategorije stanovništva.

## Literatura
- Zakon o zdravstvenoj zaštiti („Službeni glasnik RS“ br. 107/05),
- Zakon o zdravstvenom osiguranju („Službeni glasnik RS“ br. 107/05),
- Pravilnik o uslovima i načinu unutrašnje organizacije zdravstvenih ustanova („Službeni glasnik RS“ br. 43/06),
- Pravilnik o bližim uslovima za obavljanje zdravstvene delatnosti u zdravstvenim ustanovama i drugim oblicima zdravstvene službe („Službeni glasnik RS“ br. 43/06),
- Uredba o Planu mreže zdravstvenih ustanova („Službeni glasnik RS“ br. 42/06),
- Pravilnik o sadržaju i obimu prava na zdravstvenu zaštitu iz obaveznog zdravstvenog osiguranja i participaciji za 2008. godinu („Službeni glasnik RS“ br. 14/08).

## Spoljašnje veze
- Kako funkcioniše zdravstveni sistem u R. Srbiji? — Vodič kroz sistem zdravstvene zaštite